# Rekvisitör
En rekvisitör är en person som förser skådespelare med nödvändiga föremål/rekvisita för att stärka deras rolltolkning, samt med den dekorrekvisita som ingår i scenografin. 
Rekvisitörer anlitas vid teaterföreställningar, filminspelningar och TV-program. Tillsammans med regissören, scenografen och projektledaren går de i planeringsskedet igenom manus för att bestämma vilken rekvisita som behövs. Föremålen hämtas från förråd, köps, tillverkas, hyrs eller lånas på olika håll. Arbetet är mycket rörligt. Ibland är det svårt och kräver stora ansträngningar att få fram rätt saker. Rekvisitören bygger upp ett kontaktnät, såväl inom som utanför den egna branschen för att snabbt få fram rekvisita. De har också budgetansvar. Ofta har rekvisitören hand om ett förråd, vilket innebär registrering och katalogisering av föremål. Rekvisitörer kan också ha ansvar för transport av rekvisita, till och från föreställningar och inspelningsplatser.
På flera teatrar har rekvisitören även hand om tillverkning av rekvisita. Vid mindre teatrar och turnéer sköter några få teatertekniker alla uppgifter som hör till rekvisitan.